# Ophrys mazzolana
Ophrys mazzolana là một loài thực vật có hoa trong họ Lan. Loài này được Falci, S.A.Giardina & Serio mô tả khoa học đầu tiên năm 2008.